# Palais van der Noot
Le palais van der Noot (en suédois : van der Nootska palatset)  est un édifice situé dans le quartier de Södermalm à Stockholm en Suède,

## Présentation
Le palais van der Nootska de l'îlot Paris 16 est situé à l'adresse 21 Sankt Paulsgatan. 
Le bâtiment a été construit en 1671-1672 pour le baron Thomas van der Noot (sv) à une époque où la Suède occupait une position forte en tant que l'une des grandes puissances européennes. 
Après van der Noot, la propriété a eu de nombreux propriétaires et a été menacée de démolition à plusieurs reprises. 
Depuis 1942, la propriété appartient à la ville de Stockholm et depuis 2005 à la société municipale AB Stadsholmen. 
La maison est classée bleue par le Musée municipal de Stockholm, ce qui signifie que le bâtiment possède « des valeurs culturelles et historiques particulièrement élevées » correspondant aux exigences des bâtiments classés.

## Architecture
Le palais de deux étages a été construit sur une fondation relativement élevée. Le toit était à l'origine un toit à pignon en croupe avec une forme légèrement incurvée. 
Face au jardin au sud, deux ailes ont été aménagées, de chaque côté d'une cage d'escalier légèrement élargie. La façade principale donnant sur la rue est divisée par des pilastres en ordre colossal.
Le centre est accentué par un avant-corps et ses pilastres sont également en ordre toscan et l'architrave au-dessus est également ornée, entre autres, de coquillages et de motifs martiaux ou guerriers sous forme de bannières, de canons et de tambours. 
La partie centrale est couronnée par un fronton à arc segmentaire et richement décoré. Dans le champ du fronton, des sirènes sont visibles à droite et à gauche d'une fenêtre ovale, appelée oculus. Les fenêtres de la salle centrale étaient dotées à l'étage supérieur de cadres articulés avec des feuillages et des grappes de fruits, respectivement, et au rez-de-chaussée ses fenêtres étaient couronnées d'édicules. De magnifiques festons peuvent être observés entre les fenêtres du premier étage, tandis que le portail était marqué d'un cartouche entouré de palmettes. 
On ne sait pas si les surfaces de façade entre les pilastres étaient enduites comme elles le sont aujourd'hui ou si la maçonnerie était non traitée. À l'origine, l'entrée principale était accessible par un double escalier.
Les façades donnant sur la cour sont de conception un peu plus simple. Elles sont divisées par des pilastres lisses et l'extension de la cage d'escalier est terminée par un fronton contenant une fenêtre ronde. Le bâtiment, avec l'église Marie-Madeleine, est représenté en 1690 dans Suecia antiqua et hodierna d'Erik Dahlbergh. Cela montre qu'une grande partie de l'extérieur, à l'exception du toit, conserve encore aujourd'hui son aspect d'origine.

## Galerie

Façade
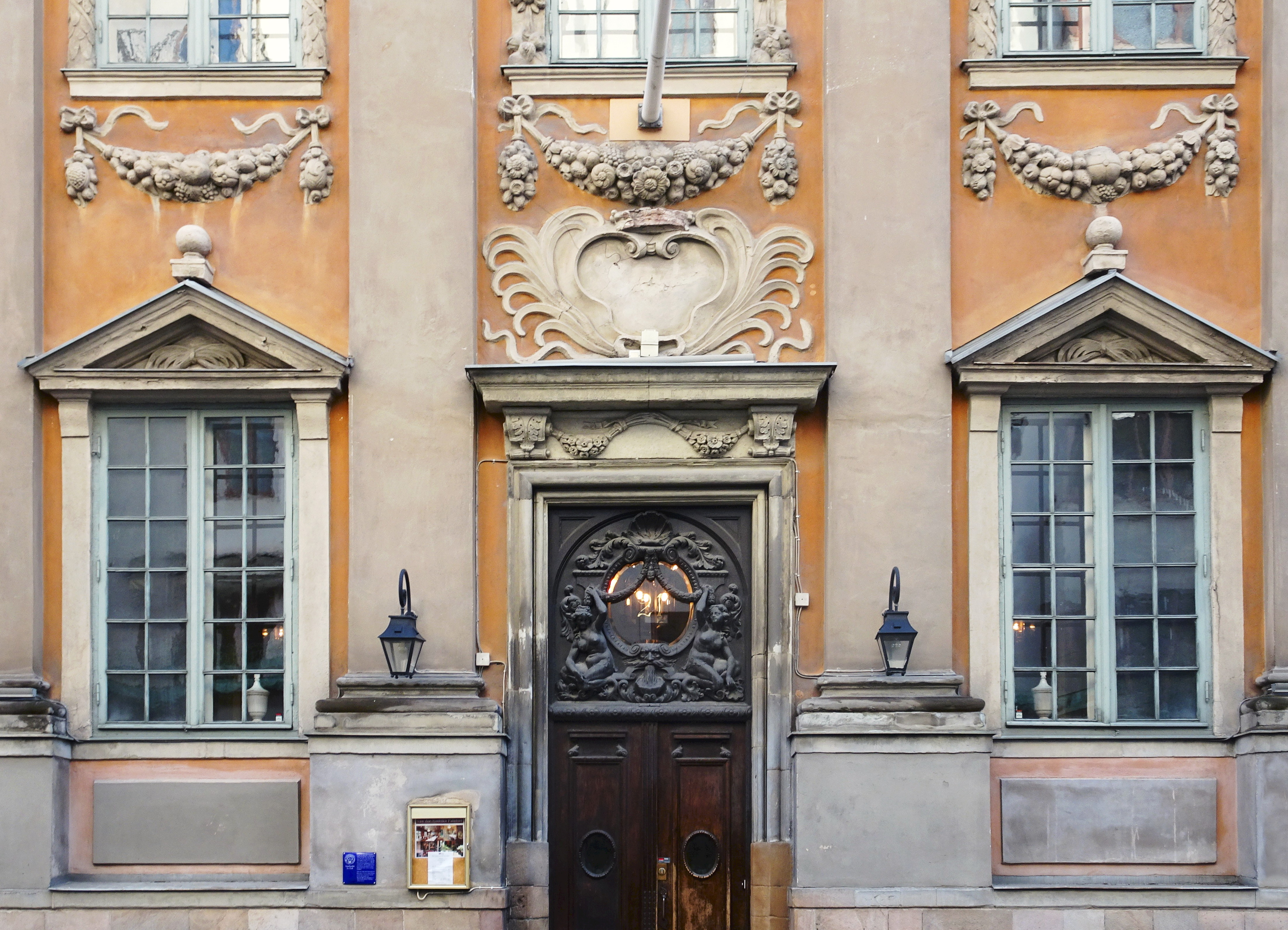
La partie centrale côté Sankt Paulsgatan.
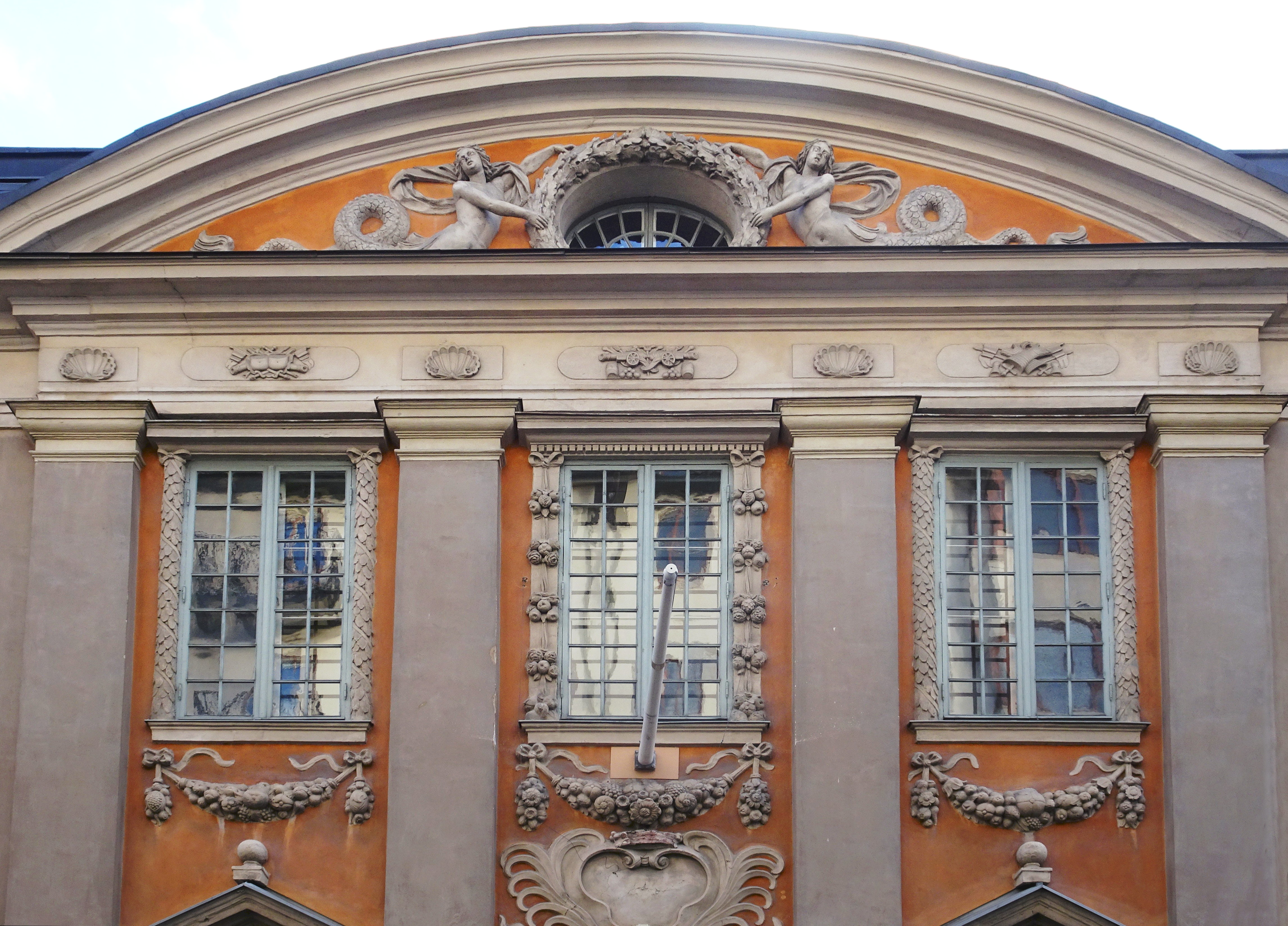
Le fronton à pignon en arc.
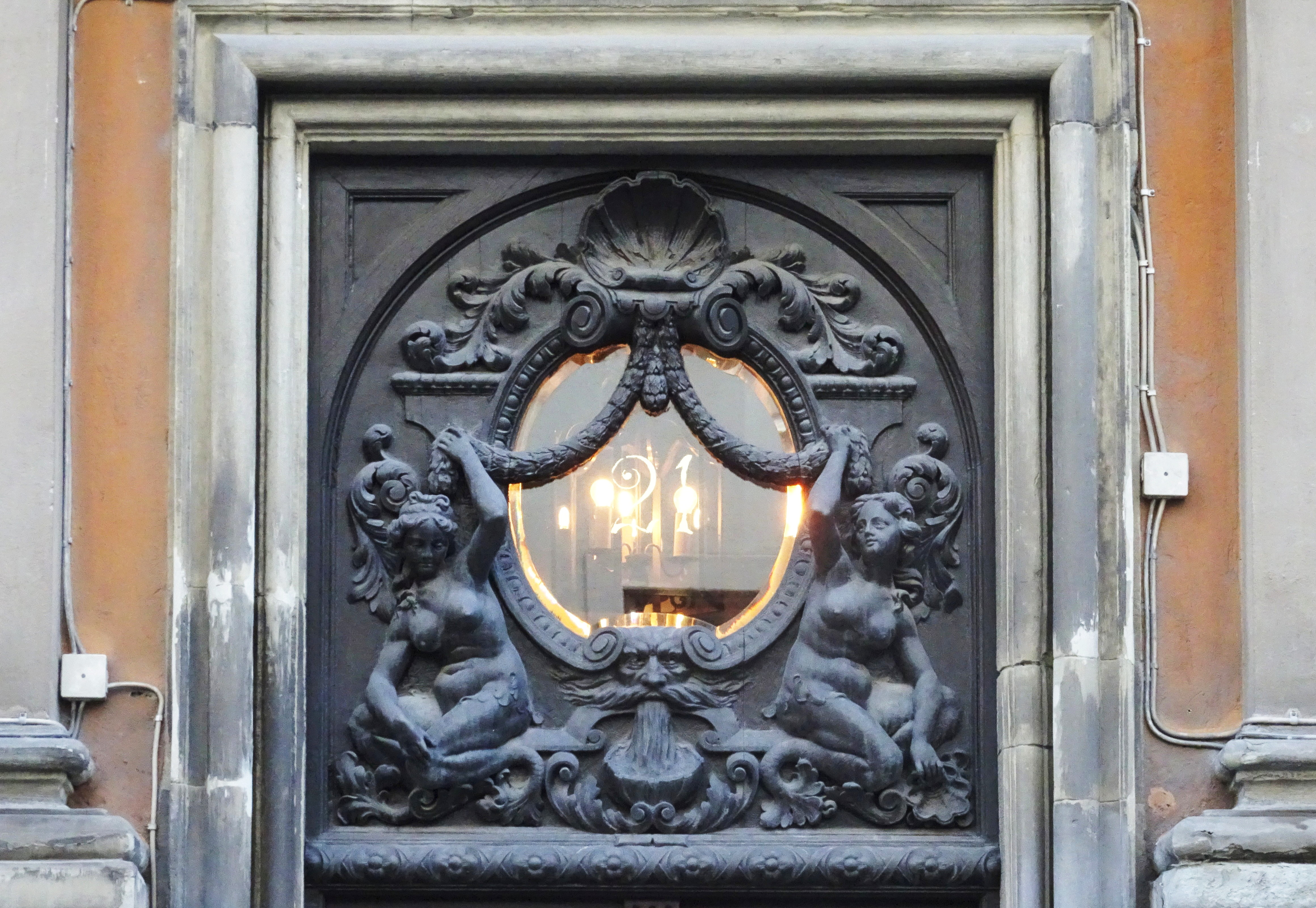
Linteau de la porte d'entrée.
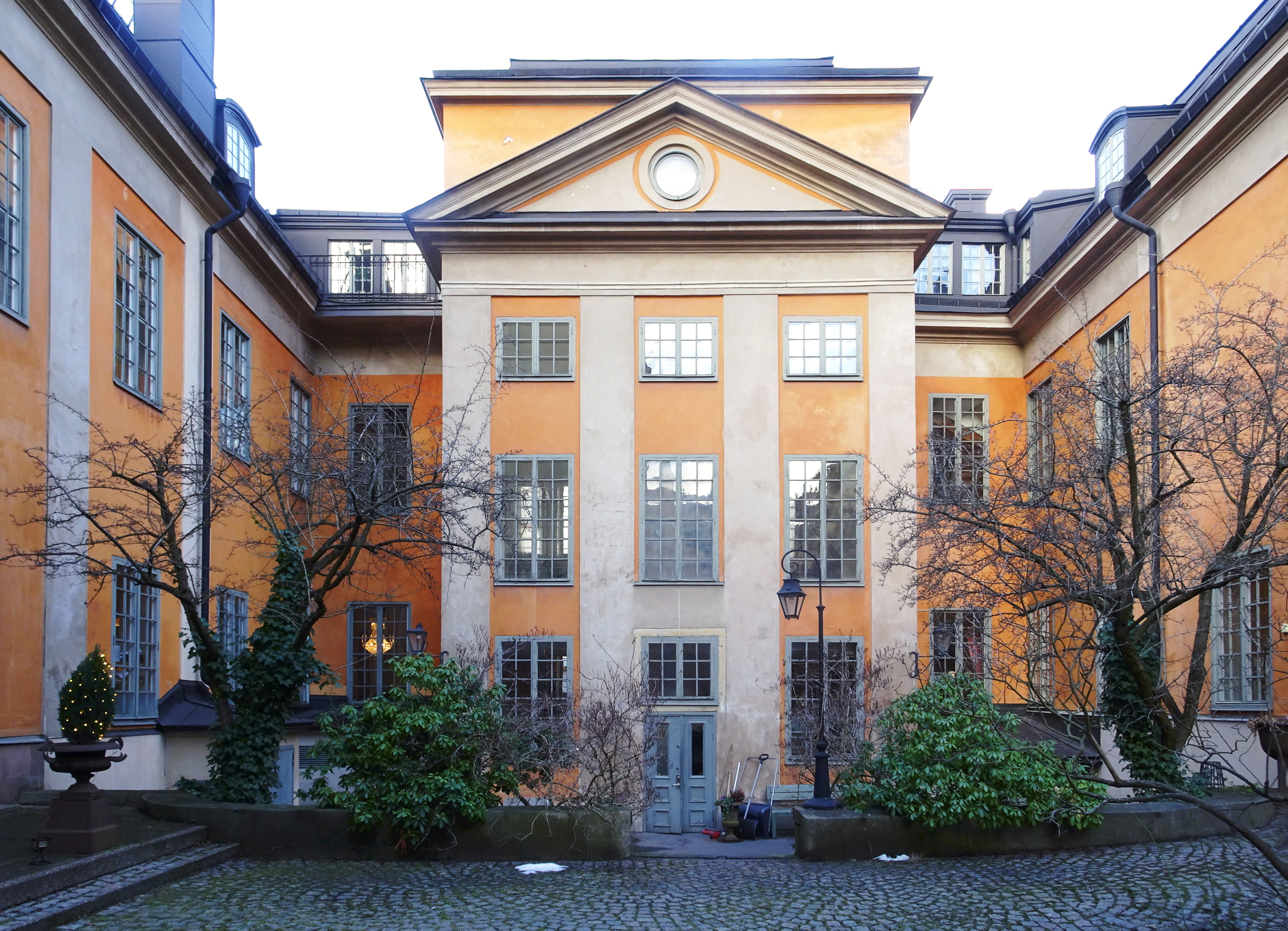
Façade côté jardin.
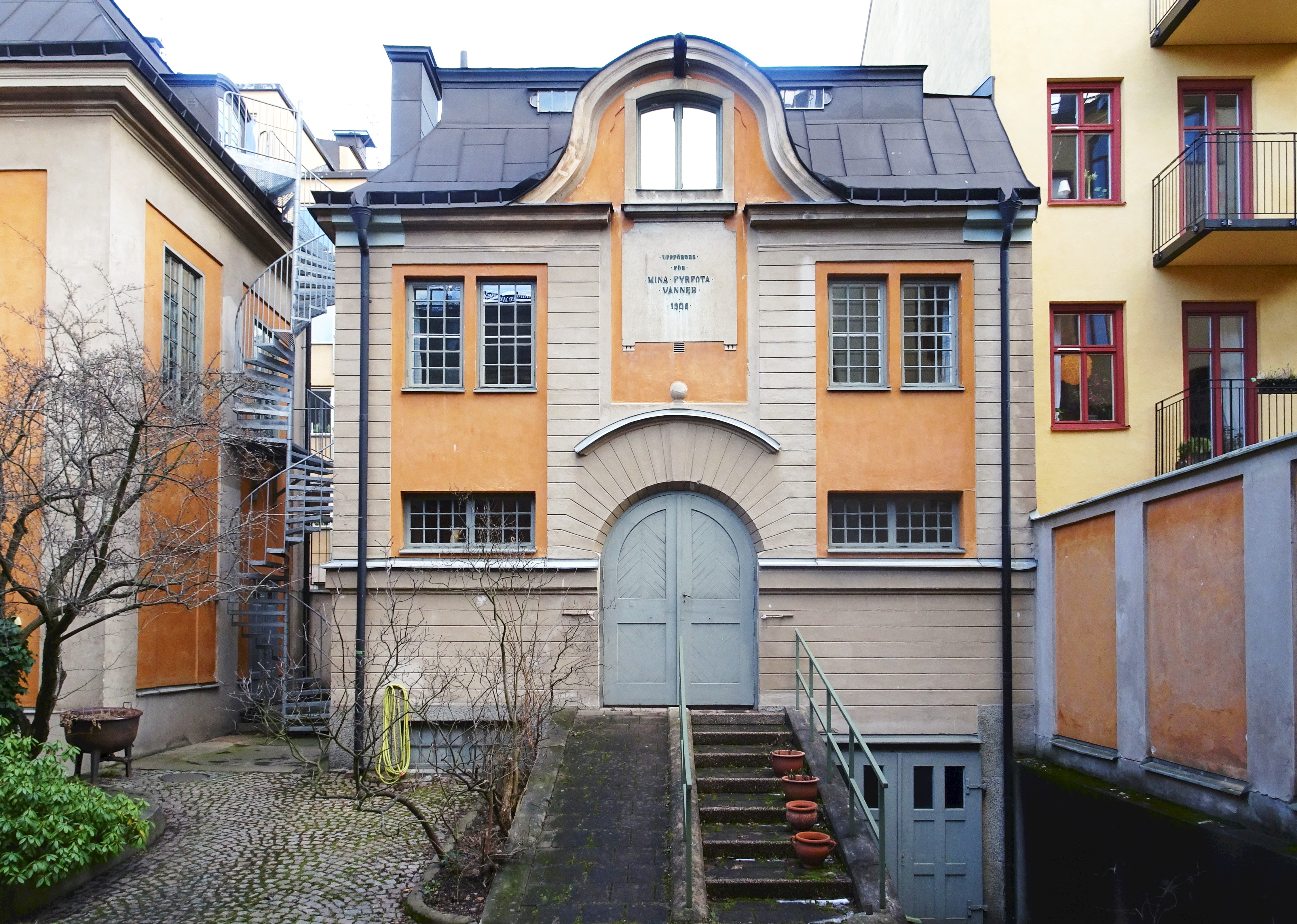
Anciennes écuries côté cour.

Escalier
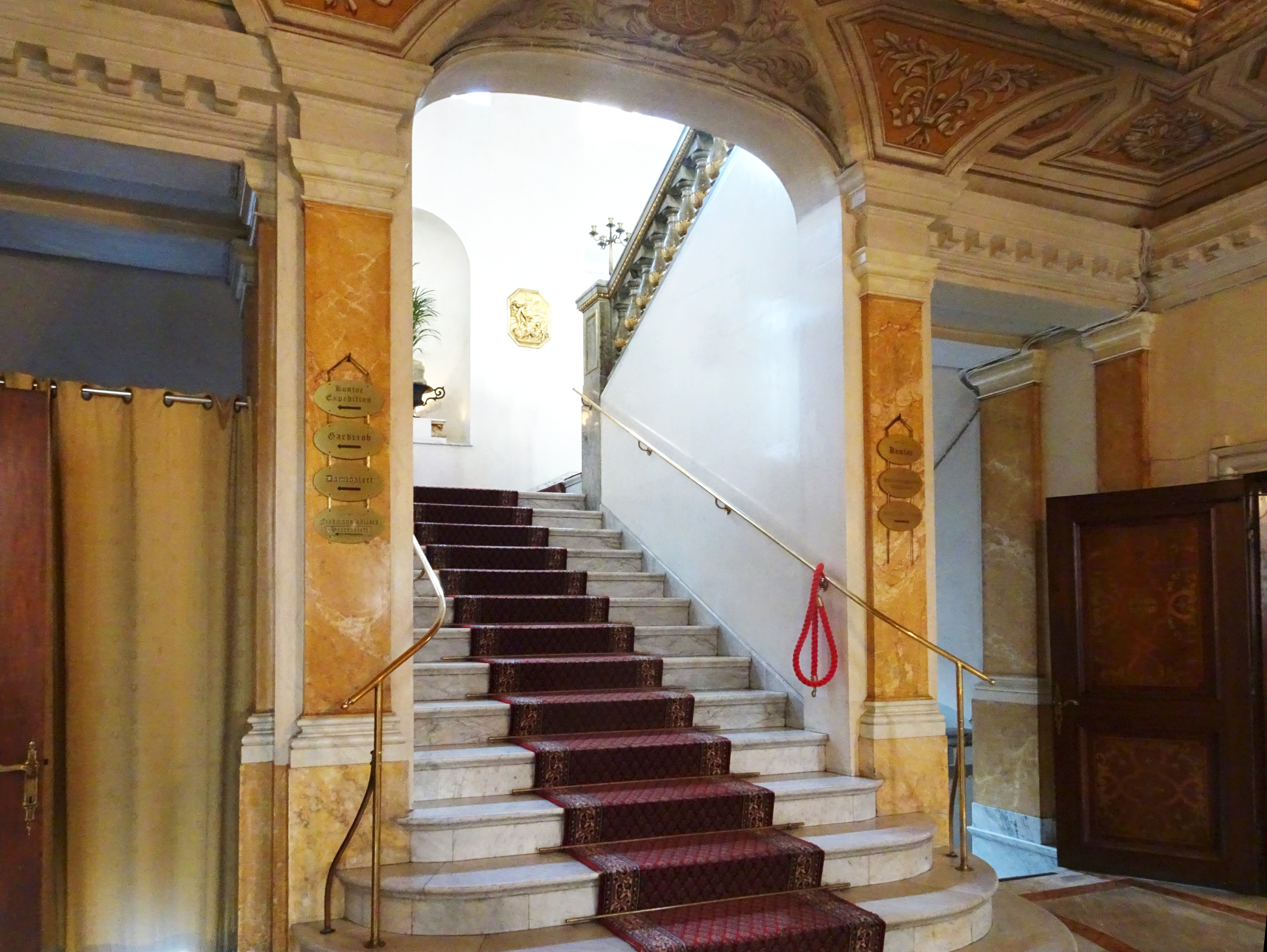
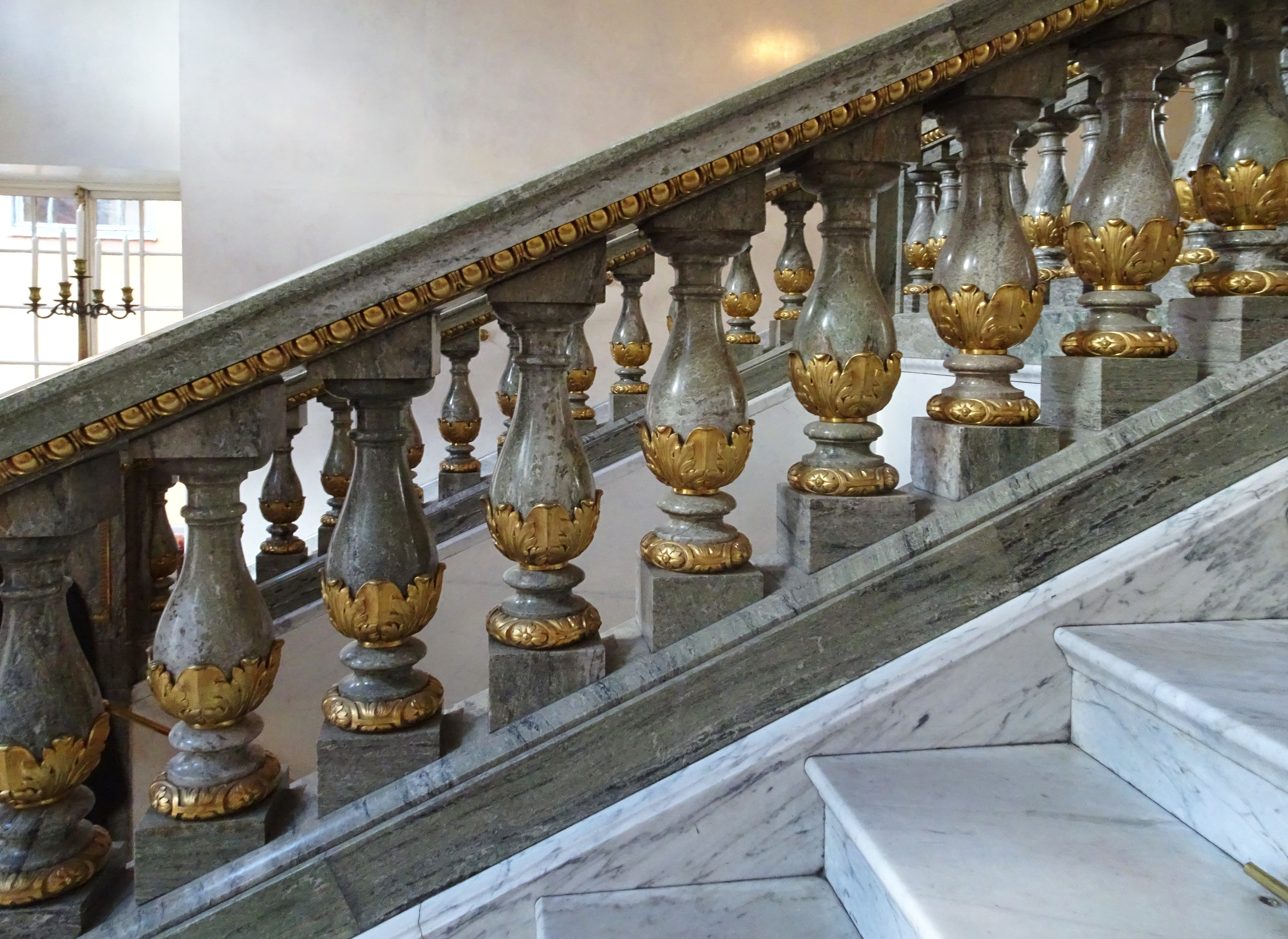
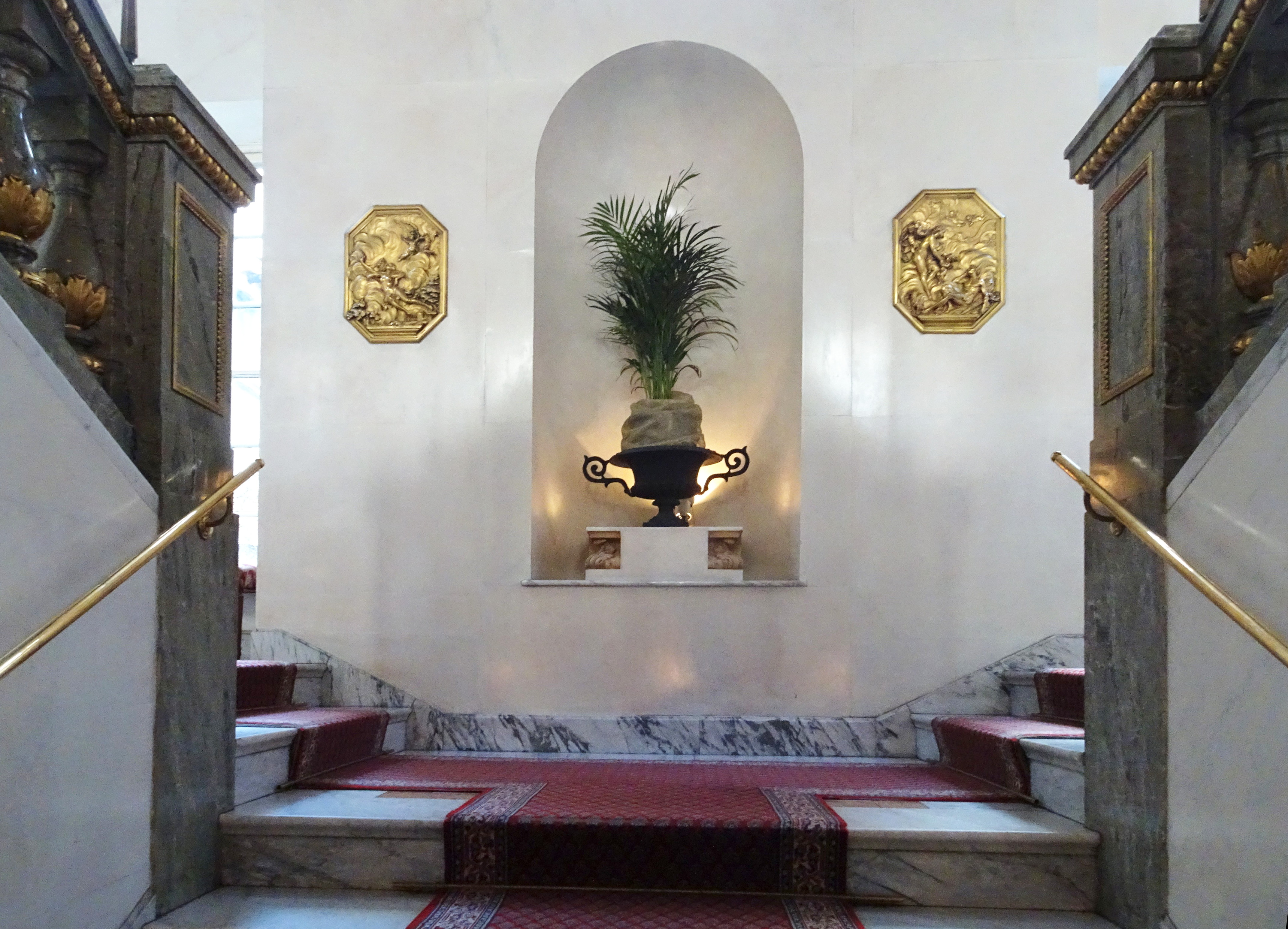
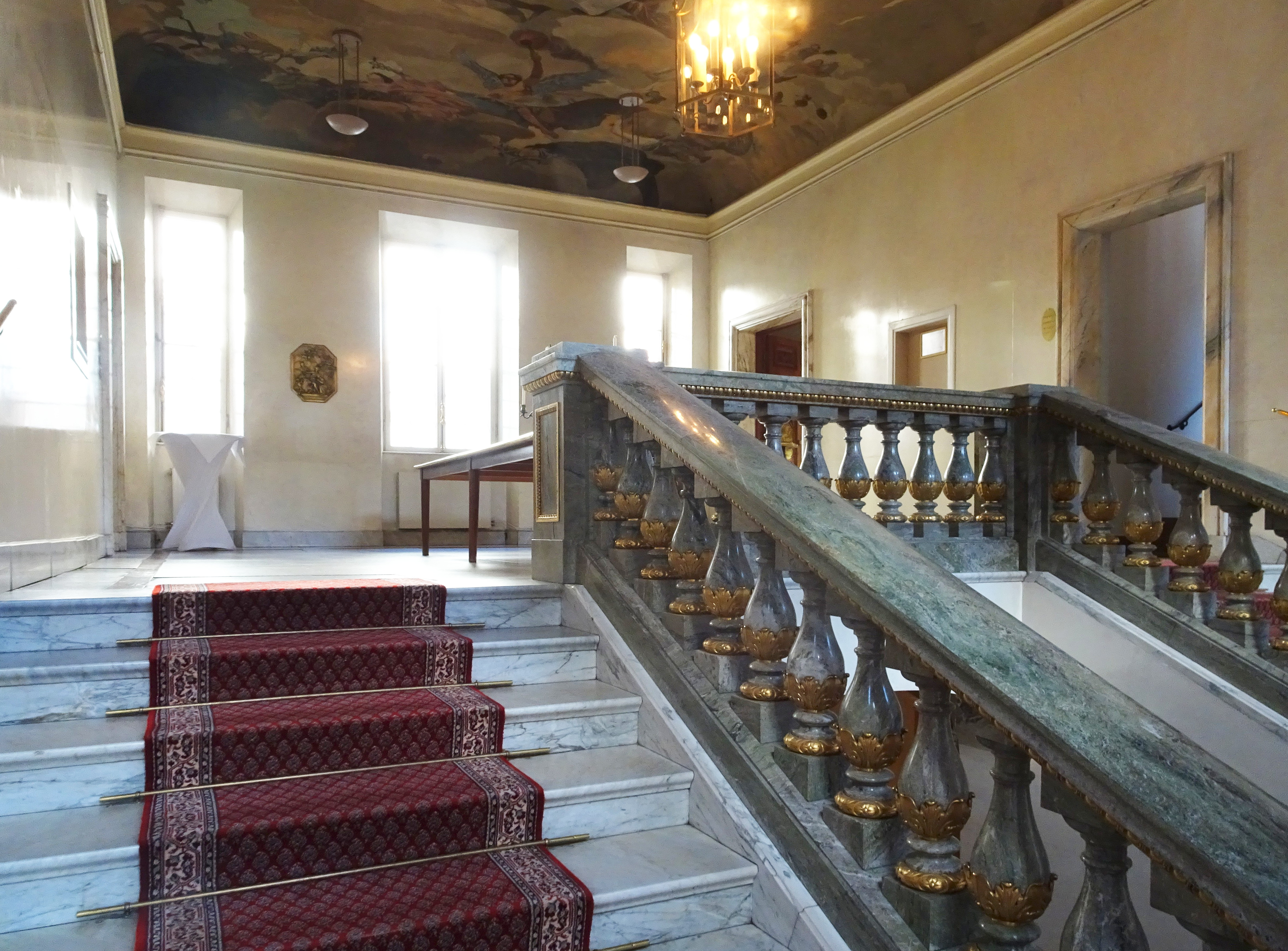
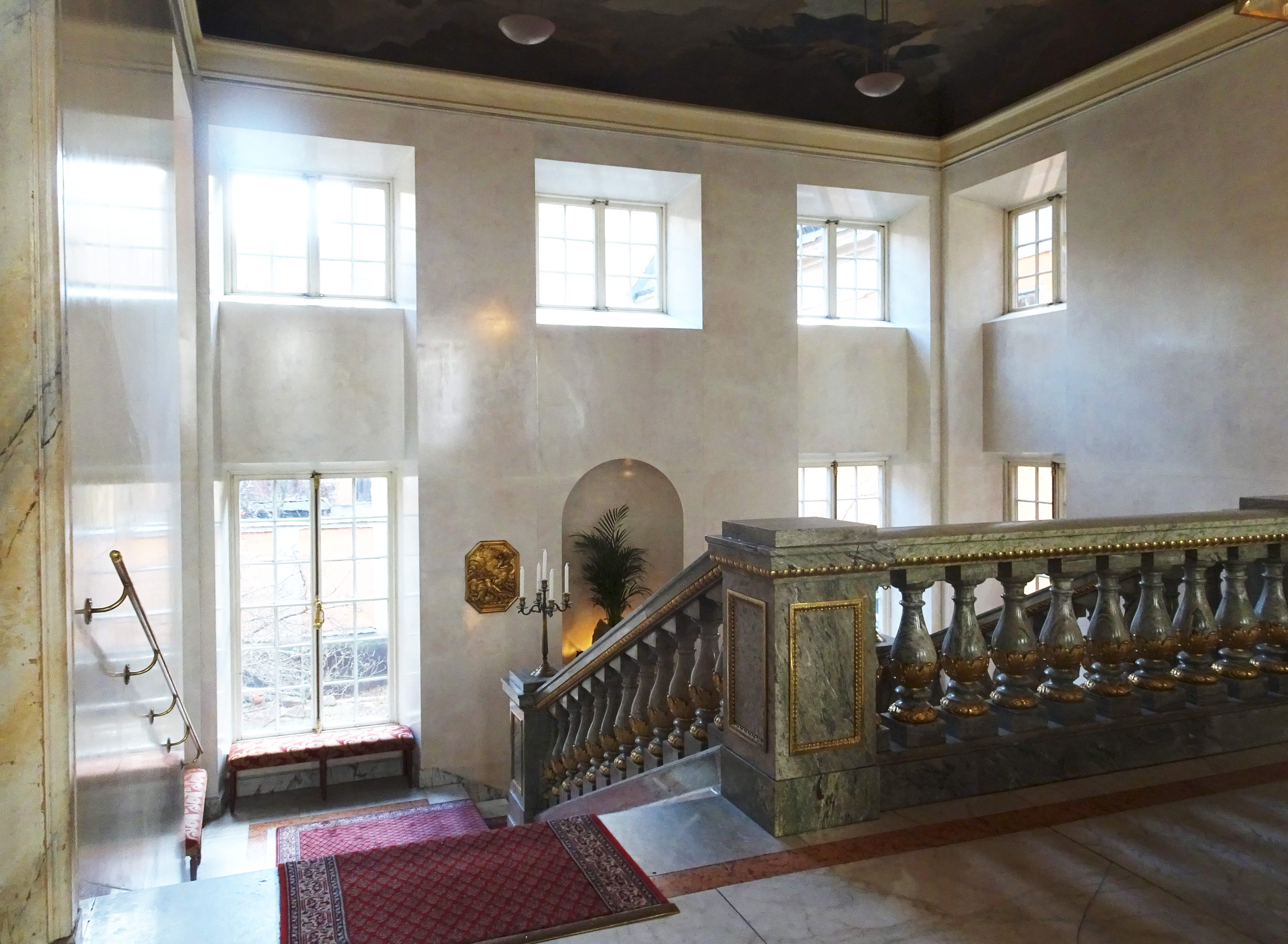

Salles
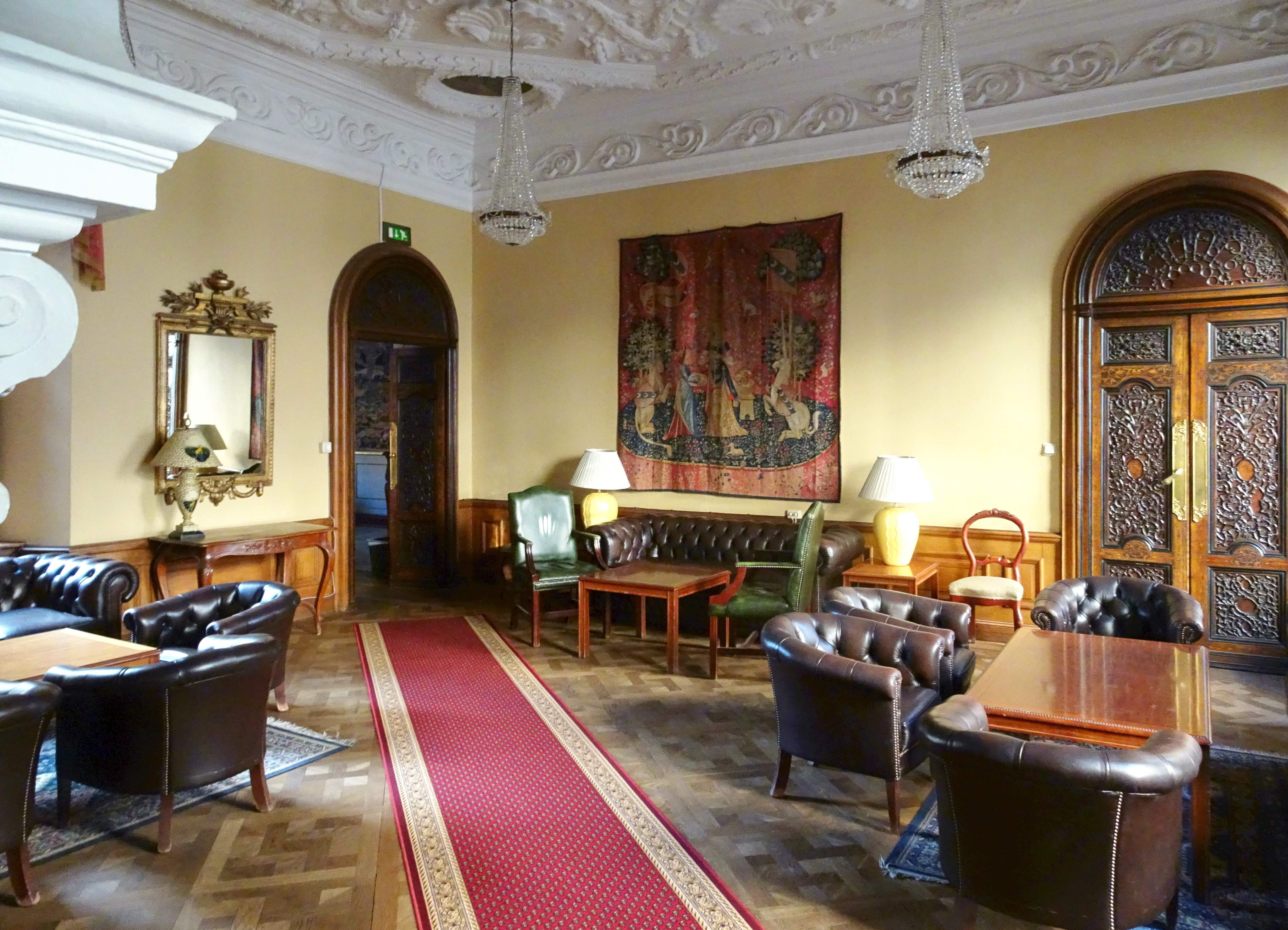
Salon de musique.
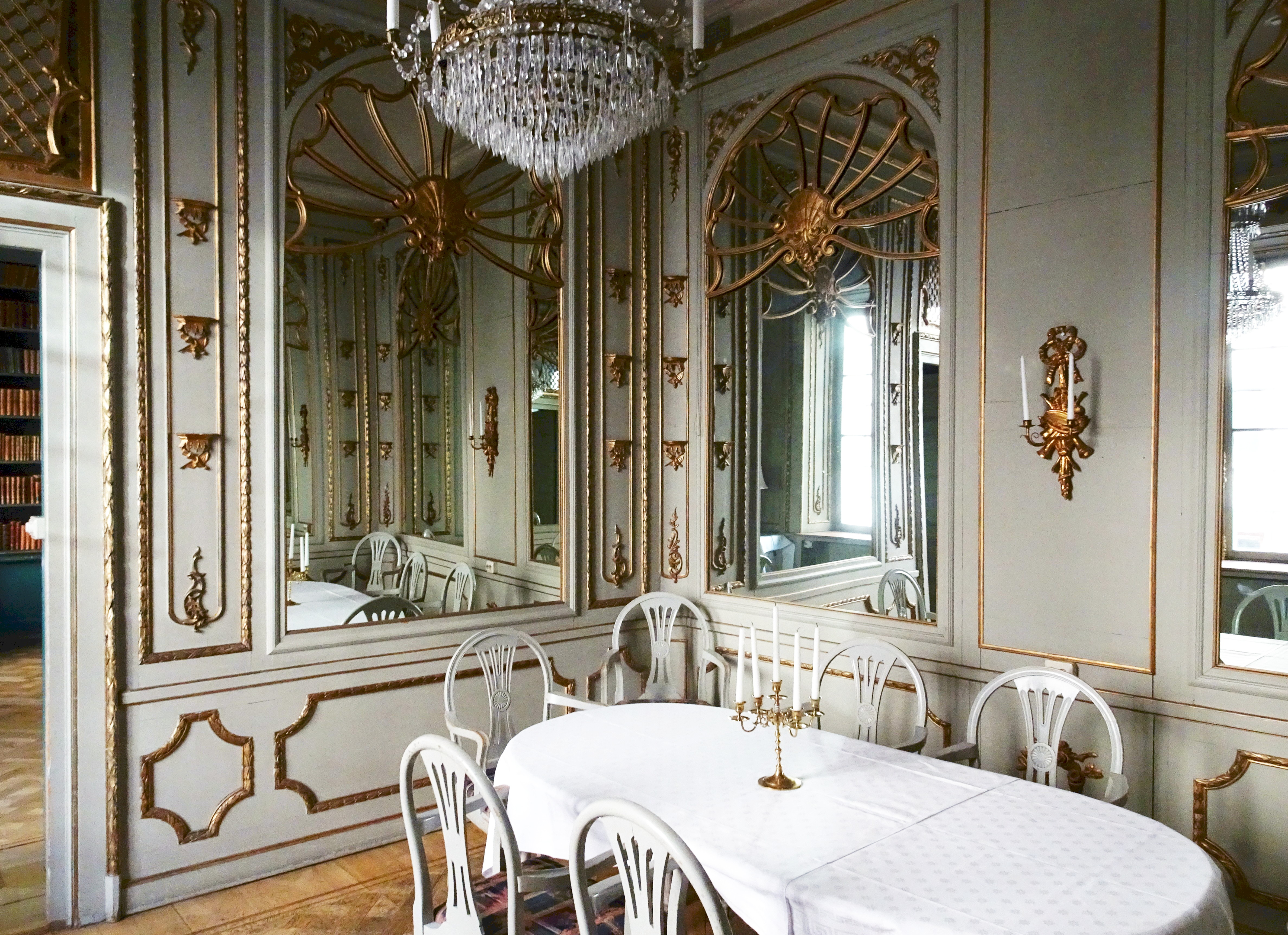
Cabinet des glaces
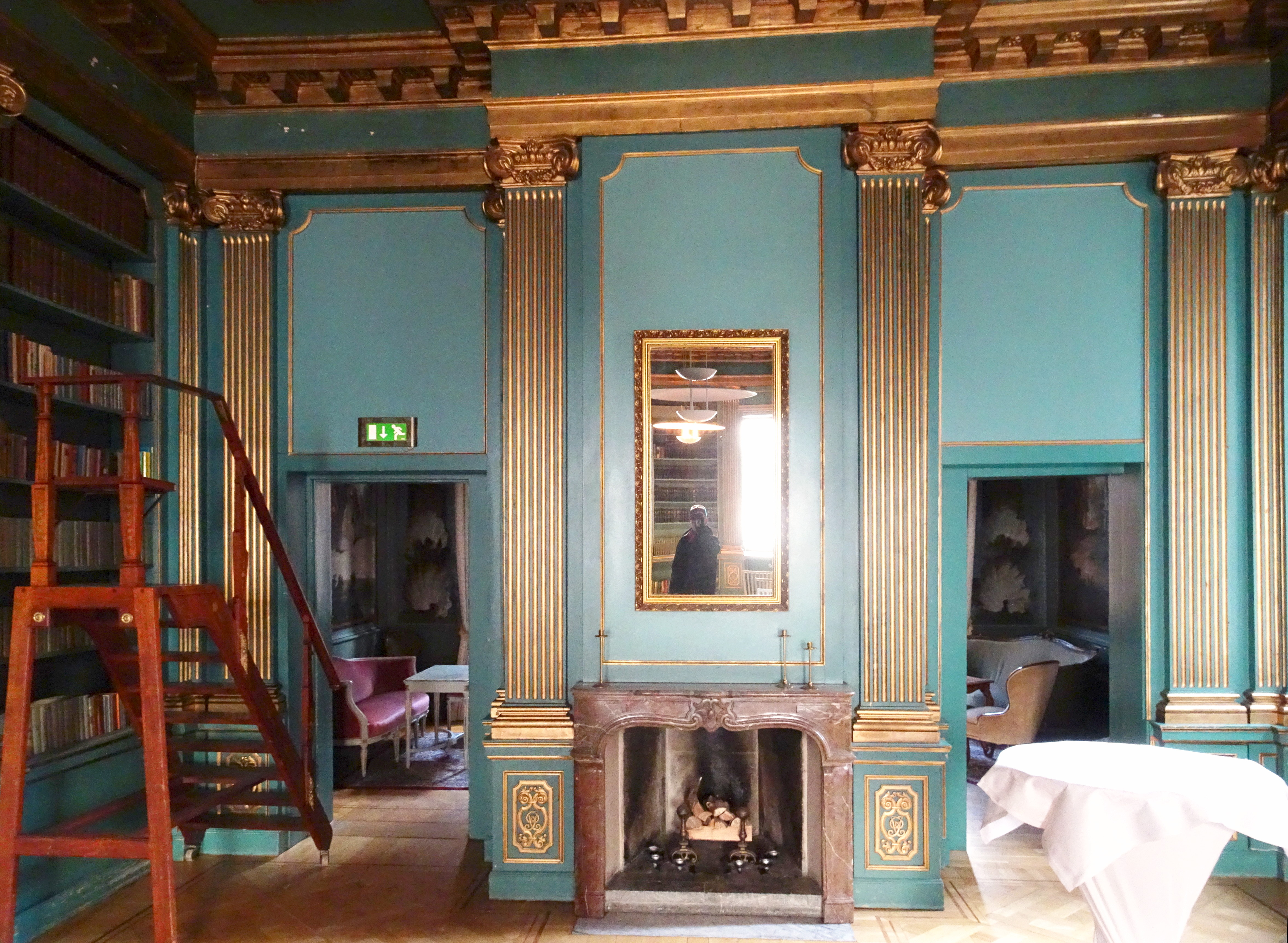
Bibliothèque.
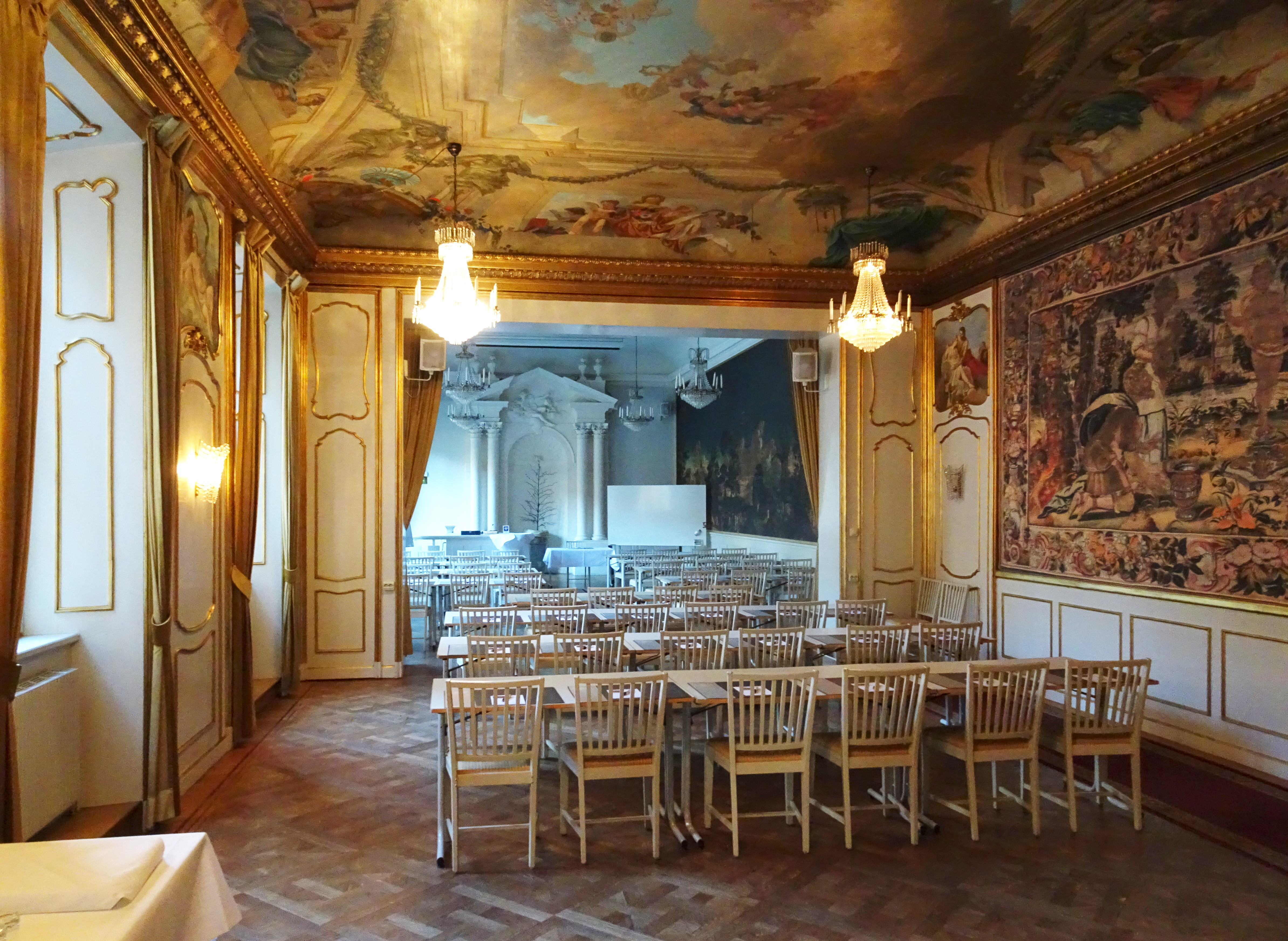
Salle Swedenborg.
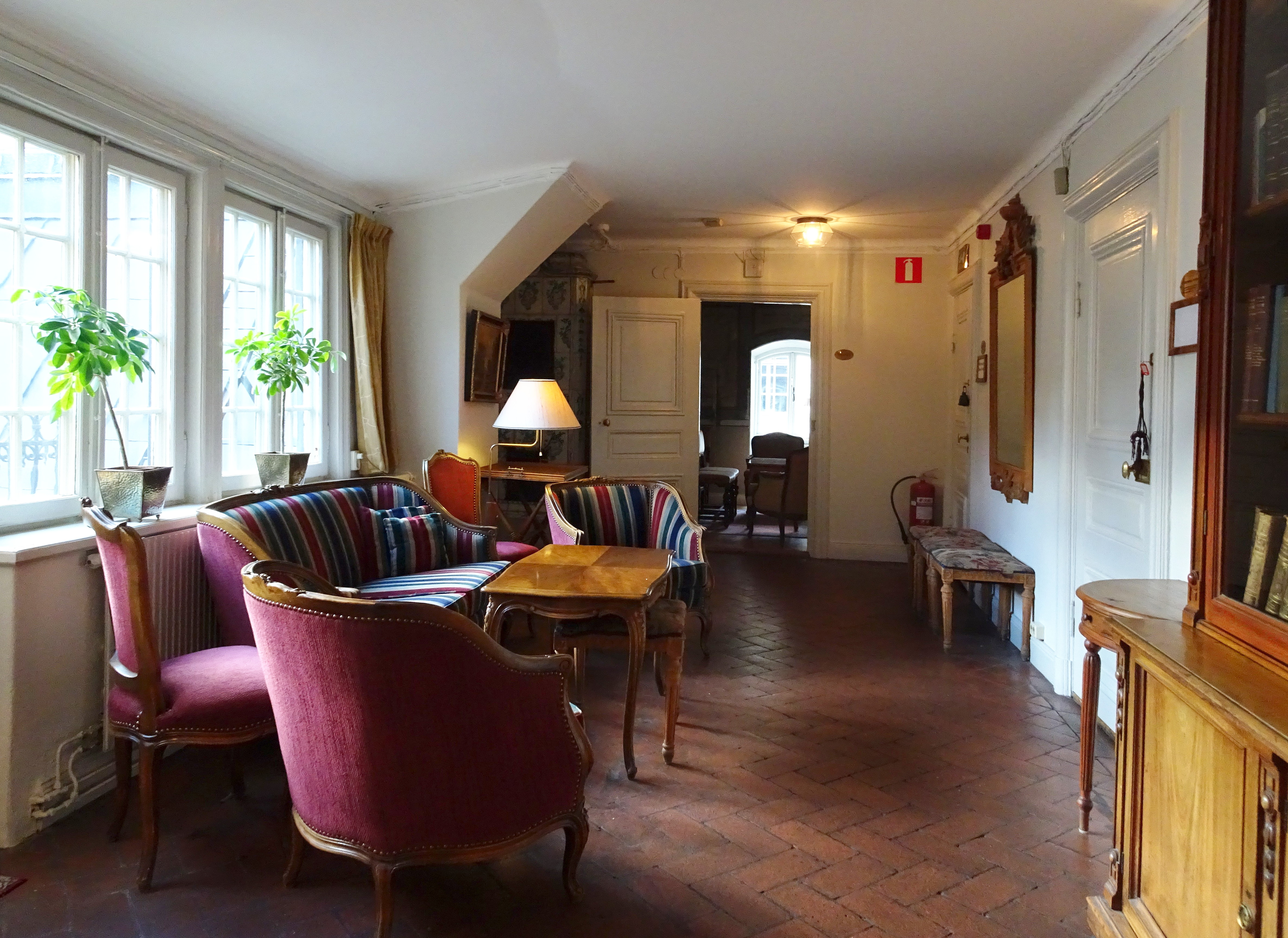
Grenier.